# Vejle (municipio)
El Municipio de Vejle (en danés: Vejle Kommune) es un municipio de la región de Dinamarca Meridional. Su capital es la ciudad de Vejle, que además es la capital regional.
Fue creado con la reforma territorial de 2007 por la fusión de los antiguos municipios de:
- Børkop
- Egtved (excepto la parroquia de Vester Nebel, integrada en Kolding)
- Give
- Jelling
- Vejle
- Tørring-Uldu (sólo la parroquia de Grejs)

El 19 de abril de 2005 los ciudadanos de las parroquias de Vester Nebel y Øster Starup, entonces parte del municipio de Egstved, acudieron a las urnas para decidir si se incorporaban a Vejle o a Kolding. Øster Starup, con 61% de los sufragios, se integró a Vejle, mientras que Vester Nebel, con un porcentaje de 67, prefirió Kolding como su nuevo municipio.
El mismo día hubo un referéndum en la parroquia de Grejs, en el municipio de Tørring-Uldu, donde por 72% de la votación, los ciudadanos prefirieron Vejle a Hedensted.
Finalmente, las parroquias de Ringive y Lindeballe, en el municipio de Give, celebraron referendos el 21 de abril, para decidir entre unirse a Vejle o a Billund. Ambas se pronunciaron por Vejle, al igual que el resto de parroquias de Give.

## Localidades
| Localidades más pobladas de Vejle |           |                  |
| Nº                                | Localidad | Población (2012) |
| 1                                 | Vejle     | 51.804           |
| 2                                 | Børkop    | 4.796            |
| 3                                 | Give      | 4.501            |
| 4                                 | Jelling   | 3.292            |
| 5                                 | Brejning  | 2.809            |
| 6                                 | Egtved    | 2.244            |
| 7                                 | Skibet    | 2.163            |
| 8                                 | Bredsten  | 1.729            |
| 9                                 | Ødsted    | 1.460            |
| 10                                | Thyregod  | 1.342            |